# Adobe FrameMaker
Adobe FrameMaker is een desktoppublishing-programma en tekstverwerker ontwikkeld door Adobe. Het pakket is vooral geschikt voor het maken van complexe en grote documenten.

## Functies
Framemaker bevat functionaliteiten als:
- Kruisverwijzigen (cross-references)
- Illustraties
- Consistent stijlgebruik
- Omgang met grote documenten
- Gebruik van variabelen, index en inhoudsopgave
- Single-sourcing en hergebruik

## Gebruik
Veel schrijvers van gebruikershandleidingen en technische documentatie maken gebruik van dit pakket. Het wordt samen met Arbortext's APP (3B2) gezien als de beste keuze bij XML/SGML automatisering van publicaties.
Er bestaat ook een serverversie van dit programma, dit wordt dan veelal gebruikt om in groepen samen te werken.